# ألكسندرا كوراشفيلي
ألكساندرا كوراشفيلي (بالأوكرانية: Олександра Нодаріївна Корашвілі)‏ مواليد 1 مارس 1996 في أوديسا، هي لاعبة كرة مضرب أوكرانية وتحتل حالياً المرتبة 464 (4 أبريل 2016) في تصنيف رابطة محترفات كرة المضرب. أعلى تصنيف لها في الفردي كان 427. أعلى تصنيف لها في الزوجي كان 202.

## النهائيات

### الفردي (2–2)
| الحصيلة | الرقم | التاريخ        | الدورة                   | الأرضية | المنافس                | النتيجة                 |
| ------- | ----- | -------------- | ------------------------ | ------- | ---------------------- | ----------------------- |
| الوصافة | 1.    | 19 أغسطس 2013  | فلوروس، بلجيكا           | ترابية  | دنيز كازانيوك          | 3–6, 6–7(6–8)           |
| الفوز   | 1.    | 24 نوفمبر 2014 | سوسة، تونس               | صلبة    | مانون أركانجيولي       | 6–3, 6–2                |
| الوصافة | 2.    | 28 سبتمبر 2015 | لا فال د'أويتشو، إسبانيا | ترابية  | إستريلا كابيزا كانديلا | 6–7(5–7), 2–6           |
| الفوز   | 2.    | 23 نوفمبر 2015 | نوليس، إسبانيا           | ترابية  | أندريا غاميز           | 6–4, 6–7(7–9), 7–6(7–3) |

## روابط خارجية
- ألكسندرا كوراشفيلي على موقع رابطة محترفات التنس (الإنجليزية)
- ألكسندرا كوراشفيلي على موقع الاتحاد الدولي لكرة المضرب (الإنجليزية)
- ألكسندرا كوراشفيلي على موقع خلاصة التنس.كوم (الإنجليزية)
- ألكسندرا كوراشفيلي على موقع إي إس بي إن.كوم (الإنجليزية)